# Klaus Nigge
Klaus Nigge (Lünen, 1 de janeiro de 1956) é um fotógrafo alemão, membro da Associação Alemã de Fotógrafos de Animais (Gesellschaft Deutscher Tierfotografen, GDT). 
Foi vencedor do prêmio europeu de fotógrafo do ano em 2004 na categoria mamíferos e do prêmio Gerald Durrell pela foto "bisão curioso".
Sua fotografias também ilustram a revista National Geographic .

## Obras e participações
- 1995 - Natur Bilder ISBN 978-3924044206
- 1997 - Deutsche Nationalparks ISBN 9783924044299
- 1997 - Kamtschatka. Adler, Bären und Vulkane ISBN 978-3924044343
- 1997 - Ratzmann ISBN 978-3924210366
- 1999 - Adlerleben ISBN 978-3924044459
- 2004 - Rückkehr des Königs. Wisente im polnischen Urwald ISBN 978-3934427464
- 2007 - Kranich ISBN 978-3939172147
- 2007 - Wälder der Erde ISBN 978-3952328507